# روري كارول
روري كارول (بالإنجليزية: Rory Carroll)‏ هو صحفي أيرلندي، ولد في 1972.